# 퍼펙트맨 (2019년 영화)
"퍼펙트맨"은 2019년 10월 2일에 개봉한 대한민국의 코미디, 드라마 영화이다.

## 캐스팅
- 설경구 : 한장수 역 - 이 영화의 페이크 주인공.
- 조진웅 : 강영기 역 - 이 영화의 진 주인공.
- 허준호 : 주범도 역
- 진선규 : 구대국 역 - 이 영화의 서브 주인공.
- 김사랑 : 은하 역
- 지승현 : 최기태 / 난다리 역
- 이호철 : 형대 역
- 윤상화 : 석현 역
- 김준 : 이충원 역
- 소희정 : 요양원 원장 역
- 이주원 : 요양원 의사 역
- 박인수 : 조선족 간병인 1 역
- 김기무 : 조선족 간병인 2 역
- 박찬효 : 조선족 간병인 3 역
- 문호진 : 장수 측 임원 1 역
- 정찬훈 : 장수 측 임원 2 역
- 원인재 : 장수 측 임원 3 역
- 박건락 : 철승 측 임원 1 역
- 이태검 : 철승 측 임원 2 역
- 강성철 : 철승 측 임원 3 역
- 윤성원 : 장수 친척남자 1 역
- 홍석빈 : 장수 친척남자 2 역
- 이윤재 : 장수 친척남자 3 역
- 김선경 : 장수 친척여자 1 역
- 정형석 : 옥상 그랜져남자 역
- 석보배 : 주총회장 진행자 역
- 유인혜 : 판타지아 아가씨 1 역
- 김여진 : 판타지아 아가씨 2 역
- 김호준 : 판타지아 웨이터 1 역
- 이전익 : 판타지아 웨이터 2 역
- 하성훈 : 창득이파 1 역
- 한동원 : 창득이파 2 역
- 전정관 : 창득이파 3 역
- 윤진영 : 클럽 기도 1 역
- 권혁범 : 클럽 기도2 역
- 최지안 : 클럽 미녀 1 역
- 서정희 : 클럽 미녀 2 역
- 박재철 : 클럽 양아치 1 역
- 한태진 : 클럽 양아치 2 역
- 김두열 : 클럽 웨이터 역
- 안상은 : 치과 코디네이터 역
- 심완준 : 시공사 직원 역
- 박소라 : 석현 딸 역
- 정태인 : 미영 역
- 옥예린 : 한지은 역
- 진혁 : 범도수행원 1 역
- 장세원 : 범도수행원 2 역
- 허동수 : 대국조직원 1 역
- 신성일 : 대국조직원 2 역
- 정성훈 : 형대조직원 1 역
- 이지완 : 형대조직원 2 역
- 김동규 : 형대조직원 3 역
- 전세나 : 장수 미용사 역
- 육은향 : 장수 분장사 역
- 심혜연 : 마트 카트 아이 역
- 오운환 : 구치소 덩치 역
- 선율우 : 수영장 문신덩치 1 역
- 최성 : 수영장 문신덩치 2 역
- 김대근 : 수영장 문신덩치 3 역
- 김선우 : 수영장 아가씨 1 역
- 강윤혜 : 수영장 아가씨 2 역
- 이정철 : 충원 부 역
- 최기상 : 판사 역
- 신범식 : 앵커 역
- 김민석 : 강정기 역 (우정출연)
- 박진우 : 철승 역 (우정출연)
- 이유준 : 클럽양아치 역 (우정출연)
- 박보경 : 도자기 직원 역 (우정출연)

## 같이 보기
- 2019년 대한민국의 영화 목록

## 수상
- 2019년 제39회 하와이국제영화제 후보 스포트라이트 온 코리아
- 2020년 제18회 피렌체 한국영화제 후보 상영작

## 참고 사항
- 진선규와 박보경은 영화 《특별시민》 이후로 3개월만에 재회하여 부부기간으로 출연했다.